# Георгсберг
Георгсберг (нем. Georgsberg) — коммуна (нем. Gemeinde) в Австрии, в федеральной земле Штирия. 
Входит в состав округа Дойчландсберг.  Население составляет 1449 человек (на 31 декабря 2005 года). Занимает площадь 13,44 км². Официальный код  —  6 03 09.

## Политическая ситуация
Бургомистр коммуны — Антон Рури (АНП) по результатам выборов 2005 года.
Совет представителей коммуны (нем. Gemeinderat) состоит из 15 мест.
- АНП занимает 12 мест.
- СДПА занимает 3 места.